# Gimel (Zwitserland)
Gimel is een gemeente en plaats in het Zwitserse kanton Vaud en maakt sinds 2008 deel uit van het district Morges. Voor 1 januari 2008 maakte de gemeente deel uit van het toen opgeheven district Aubonne.
Gimel telt 1447 inwoners.

## Geboren
- Victor Debonneville (1829-1902), notaris, rechter, bestuurder en politicus

## Overleden
- Victor Debonneville (1829-1902), notaris, rechter, bestuurder en politicus
- Aloïse Corbaz (1886-1964), kunstenares